# Величко, Иван Григорьевич
Ива́н Григо́рьевич Вели́чко (03.11.1921 — 21.05.2001) — командир орудия противотанковой батареи 931-го стрелкового Краснознамённого ордена Суворова полка (240-я стрелковая Киевско-Днепровская Краснознамённая орденов Суворова и Богдана Хмельницкого дивизия, 40-я армия, 2-й Украинский фронт), красноармеец, участник Великой Отечественной войны, кавалер ордена Славы трёх степеней.

## Биография
Родился 3 ноября 1921 года в селе Бригинцы ныне Бобровицкого района Черниговской области (Украина) в семье крестьянина. Украинец. Окончил 2 класса, работал в колхозе, затем слесарем в артели «Водотопстрой» в городе Киев.
В Красной Армии с августа 1941 года. В действующей армии – с 20 сентября 1943 года. Воевал на Воронежском (с 20 октября 1943 года – 1-й Украинский) и 2-м Украинском фронтах в артиллерийских подразделениях на должностях орудийного номера, наводчика, командира орудия. Принимал участие в тяжелых боях на Лютежском плацдарме, Киевской, Житомирско-Бердичевской, Уманско-Ботошанской, Ясско-Кишиневской, Дебреценской, Будапештской и Братиславско-Брновской операциях. Был ранен.
Из приказа: 

Наградить медалью «За отвагу» орудийного номера противотанково-истребительной батареи красноармейца Величко Ивана Григорьевича за то, что он 1 октября 1944 года находясь на огневой позиции батареи захватил в плен пять вооруженных мадьяр в районе высоты 1447.— из приказа о награждении
. Командир 931-го стрелкового полка подполковник Ковтун приказом №: 48/н от: 05.11.1944 наградил Величко И. Г. медалью «За отвагу».
 
В ходе Будапештской операции при овладении населенным пунктом Месеш (ныне медье Боршод-Абауй-Земплен, Венгрия) 16 декабря 1944 года под огнем противника расчет выкатил орудие на открытую позицию. Точным огнем уничтожил три огневые очки противника с прислугой. 18 января 1944 года в бою за село Хидбегарда уничтожил две пулемётных и одну миномётную точки, более 15 солдат противника. Командованием полка представлен к награждению орденом Красной Звезды.
Приказом командира 240-й стрелковой дивизии от 13 января 1945 года красноармеец  Величко Иван Григорьевич награжден орденом Славы 3-й степени.
В последующих боях отличился в Будапештской и Братиславско-Брновской операциях. Из наградного листа: 

В наступательном бою за населенный пункт Кокава 26 января 1945 года тов. Величко из орудия лично уничтожил 2 пулемётные точки с прислугами противника.
В бою за высоту, что западнее с. Кокава 26 января 1945 года лично уничтожил из орудия пулемётную точку противника с прислугой и более 10-ти солдат противника.
В бою за с. Линя 29 января 1943 года уничтожил группу вражеских автоматчиков количестве 11 солдат.
Заслуживает Правительственной награды – орден «Славы II степени».
4 февраля 1945 года.   КОМАНДИР 931 СТР. КРАСНОЗНАМЁННОГО ПОЛКА    ПОДПОЛКОВНИК   ЕФИМОВ.
— К награждению орденом Славы 2-й степени
Приказом командующего 40-й армией от 28 марта 1945 года красноармеец Величко Иван Григорьевич награжден орденом Славы 2-й степени.
12-14 марта 1945 года при отражении контратак противника  в районе города Зволен (ныне Банска-Бистрицкий край, Словакия) командир орудия красноармеец И. Г. Величко под вражеским огнем выдвинул орудие в боевой порядок стрелковой роты и уничтожил 3 пулеметных точки с расчетами, более 15 солдат противника. 14 марта 1945 года в бою был ранен, но продолжал выполнять боевую задачу.
В ходе Братиславско-Брновской операции в наступлении на город Тренчин 28 апреля 1945 года в бою на подступах к станции Уездец орудие под управлением уничтожило два вражеских пулемета с прислугой, чем способствовал успешному наступлению пехоты. Приказом командира полка подполковника Сулимова приказом №: 21/н от: 26.05.1945 награждён медалью «За боевые заслуги».
Войну Величко И. Г. закончил в районе города Оломоуц (Чехия). В июле 1945 года демобилизован. Вернулся в родное село, работал в колхозе.
Указом Президиума Верховного Совета СССР от 15 мая 1946 года за образцовое выполнение боевых заданий командования в боях с немецко-фашистскими захватчиками на завершающем этапе Великой Отечественной войны Величко Иван Григорьевич награжден орденом Славы 1-й степени.
Старшина в отставке.
Умер 21 мая 2001 года. Похоронен в селе Бригинцы ныне Бобровицкий район Черниговская область Украина.

## Награды
- Орден Отечественной войны I степени (11.03.1985)[6]
- Полный кавалер ордена Славы:
  - орден Славы I степени(15.05.1946)[7];
  - орден Славы II степени (28.03.1945)[8];
  - орден Славы III степени (13.01.1945)[9];
- медали, в том числе:
  - Медаль Жукова (09.05.1995)
  - «За отвагу» (05.11.1944)[10]
  - «За боевые заслуги» (26.05.1945)[11]
  - «В ознаменование 100-летия со дня рождения Владимира Ильича Ленина» (6 апреля 1970)
  - «За победу над Германией в Великой Отечественной войне 1941—1945 гг.» (9 мая 1945[12])[13]
  - «За взятие Будапешта» (9.6.1945)
  - «За освобождение Праги» (9.6.1945)
  - «20 лет Победы в Великой Отечественной войне 1941—1945 гг.» (7 мая 1965[14])
  - «30 лет Победы в Великой Отечественной войне 1941—1945 гг.»[15]
  - 40 лет Победы в Великой Отечественной войне 1941—1945 гг.[16]
  - Юбилейная медаль «50 лет Победы в Великой Отечественной войне 1941—1945 гг.»[17]
  - «30 лет Советской Армии и Флота»[18]
  - «40 лет Вооружённых Сил СССР»[19]
  - «50 лет Вооружённых Сил СССР» (26 декабря 1967[20])
- Знак «25 лет победы в Великой Отечественной войне» (1970)

## Память
- На могиле установлен надгробный памятник
- Его имя увековечено в Главном Храме Вооружённых сил России, и навсегда запечатлено на мемориале «Дорога памяти»